# Norfolk wherry

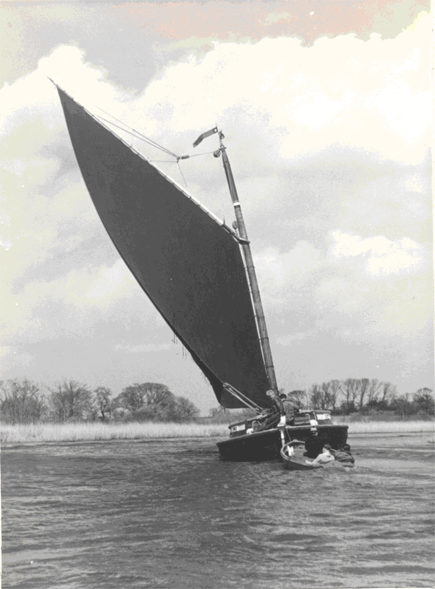
Eine Norfolk wherry

Die Norfolk wherry (deutsch etwa: Norfolk-Jolle) ist ein kleiner Frachtsegler, der über einen Schwenkkiel verfügt und daher für flache Gewässer geeignet ist.

## Geschichte
Der Schiffstyp wurde für den Betrieb in den Norfolk Broads zugeschnitten. Er löste dort gegen Ende des 18. Jahrhunderts die vorher verwendeten Norfolk Keels ab, seine Blütezeit lag etwa in der Mitte des 19. Jahrhunderts. Heute sind nur noch etwa eine Handvoll historischer Fahrzeuge erhalten, die als Traditionsschiffe oder Freizeitfahrzeuge betrieben werden.

## Bauweise
Die knapp 20 Meter langen in Klinkerbauweise gebauten hölzernen Fahrzeuge mit Gaffeltakelung haben für Frachtsegler verhältnismäßig feine Linien. Das Boot ist doppelendig gebaut. Der größte Teil des Decks wird durch die einzelne große Luke beansprucht an deren Vorkante der einzige, für die Passage von Brücken klappbare, Mast angeordnet ist. Der Mast ist nicht verstagt, sondern steht in einem kräftig ausgeführten Mastkoker. Im unteren Teil des Mastes befindet sich ein Gegengewicht. So ist es möglich, dem Mast mit nur einer Person in die Waagerechte zu kippen, wenn eine Brücke passiert werden muss. Vorher muss das Segel eingeholt werden. Die Besegelung besteht aus einem großen Gaffelsegel, das mittels einer Winde von einem Mann bedient werden kann. Die Besatzung bestand normalerweise aus zwei Mann. Bei widrigen Windverhältnissen stakte man das Schiff. Heutige Freizeitboote enthalten statt des Frachtraums meisten eine geräumige Kajüte.